# 아이케 이멜
아이케 하인리히 이멜(독일어: Eike Heinrich Immel, 1960년 11월 27일, 헤센 주 슈타탈렌도어프 ~)은 독일의 전직 프로 축구 선수로, 1975년부터 1997년까지 현역 선수로 도르트문트, 슈투트가르트, 그리고 맨체스터 시티에서 골키퍼로 활약했다. 그는 서독 국가대표팀 일원으로 1982년 월드컵, 1986년 월드컵, 유로 1980, 그리고 유로 1988에 참가했다. 현역 은퇴 후, 그는 하일브론에서 감독으로 3년을 역임한 후 베식타시, 아우스트리아 빈, 그리고 페네르바흐체에서 골키퍼 코치를 맡았다. 이멜은 분데스리가 역대 최다 실점 골키퍼 기록 보유자이기도 한데, 534번의 경기에 출전해 829골을 실점했다.

## 클럽 경력
1978년에 서독 청소년 국가대표팀의 주축 골키퍼로 거듭난 아이케는 불과 17세의 나이로 호어스트 베어트람의 도르트문트 주전 수문장 자리를 계승했다. 그는 1986년에 2M DM으로 슈투트가르트에 이적하기 전까지 도르트문트의 주전 골키퍼였는데, 그는 슈투트가르트 이적으로 당시의 독일 역대 최고 이적료를 경신했다. 그는 슈투트가르트의 주전 골키퍼로 9년을 활동하며 1992년에 분데스리가를 우승하고, 1989년에는 UEFA컵 준우승을 거두었다. 그는 이후 맨체스터 시티에서 말년을 보내다 1996-97 시즌에 은퇴했다. 그는 독일 1부 리그에서 534번의 경기에 출전했다.

## 국가대표팀 경력
그의 서독 국가대표팀 경력은 8년 동안 지속되었는데, 유로 1988 이후 서독 국가대표팀 은퇴를 선언하면서 이후 활동을 그만두었다. 이멜은 하랄트 슈마허가 1987년에 국가대표팀에서 퇴출되면서 국가대표팀 주전 수문장으로 거듭났지만, 1년 뒤 함부르크의 폴크스파르크슈타디온에서 열린 유로 1988의 준결승전이 그의 19번째이자 마지막 국가대표팀 경기 출전이 되었고, 이후 1990년 월드컵 우승 당시 주전 수문장 자리는 보도 일그너가 가져갔다. 전술한 유로 1988은 이멜이 참가한 4번째 주요 대회이다. 그는 19번 만의 국가대표팀 경기 출전에 그친 가운데 보도 일그너와의 주전 골키퍼 경쟁이 치열해 국가대표팀 은퇴를 한 것은 성급한 결정이었다고 밝혔다. 그는 유로 1980에서 우승할 당시에도 명단에 이름을 올렸었다.

## 감독 경력
이멜은 1998년에 하일브론 지휘봉을 잡아 2001년까지 선수단을 지도했다. 그는 이후 골키퍼 코치로 활동했는데, 특히 2005년에 페네르바흐체에서 크리스토프 다움을 보좌한 것으로 알려졌고, 베식타시와 아우스트리아 빈에서도 활동했었다.

## 사생활
2008년 1월, 그는  독일판 저는 스타에요...여기서 나가게 해줘요!에 참가했다.

## 수상
슈투트가르트
- 분데스리가: 1991–92
- DFL-슈퍼컵: 1992[6]
- UEFA컵: 1988–89

서독
- 유럽 선수권 대회: 1980
- 월드컵 준우승: 1982, 1986